# マチュー・ブラン＝フランカール
マチュー・ブラン＝フランカール（Mathieu Blanc-Francard、1970年7月19日 - ）はフランスの歌手、作曲家。別名Sinclair（シンクレア）。

## 作品
- ある朝突然、スーパースター
- 理想の出産